# Ballon à gaz
 (août 2022).
- Si vous ne connaissez pas le sujet, laissez ce bandeau (vous pouvez alors contacter les auteurs).
- Si vous supprimez le contenu mis en cause (vous pouvez préalablement contacter les auteurs),

argumentez précisément cette suppression dans la page de discussion
(un manque de référence n'est pas un argument ; une recherche réelle de référence doit avoir été effectuée, être formellement documentée).
Pour les articles homonymes, voir Ballon.

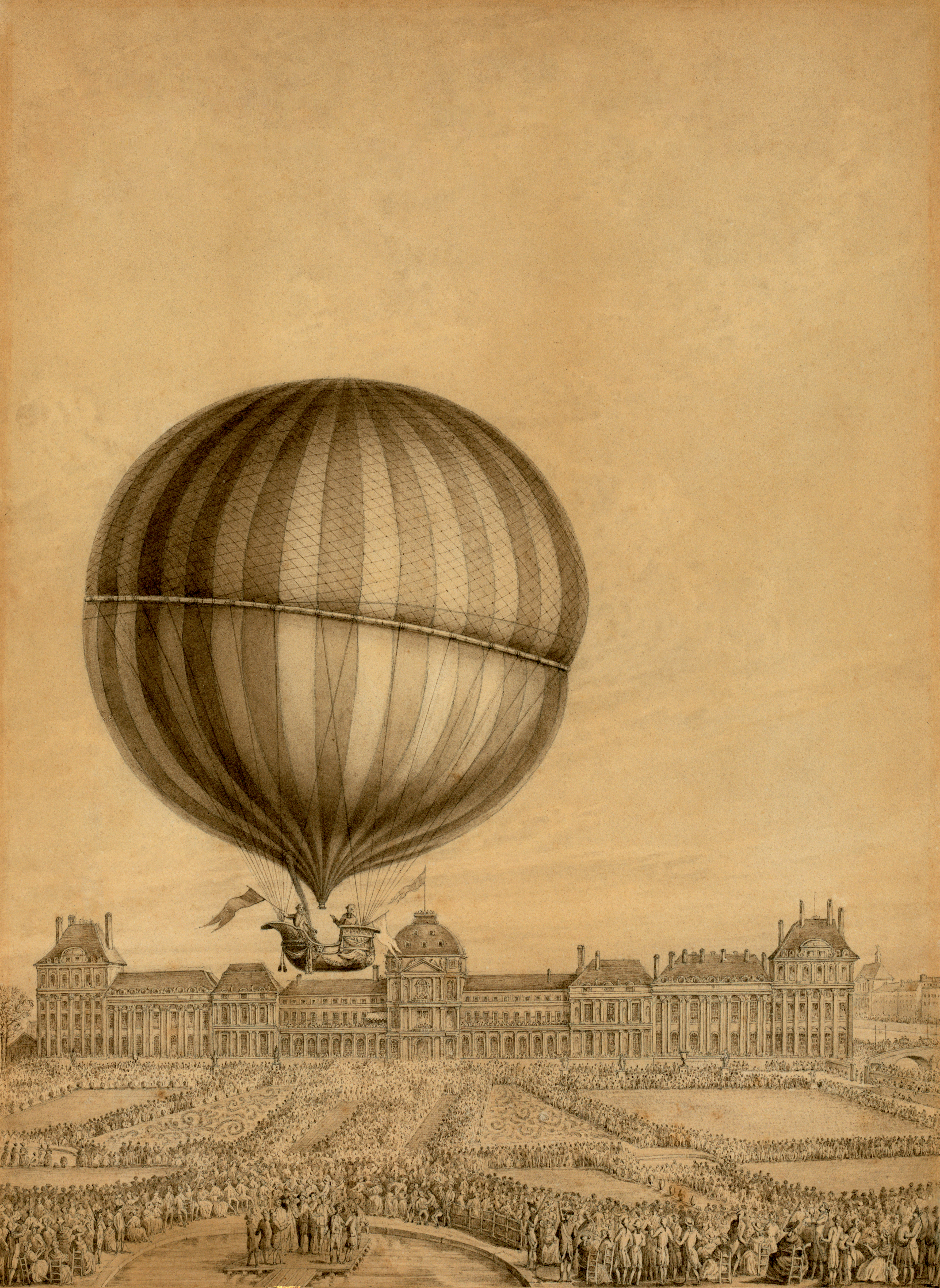
Ballon au dihydrogène de Jacques Charles et des frères Robert en 1783.

Un ballon à gaz est un ballon non motorisé gonflé d'un gaz plus léger que l'air, en général de l'hydrogène (H2), du gaz d'éclairage ou de l'hélium, contrairement à la montgolfière, dont l'enveloppe est gonflée d'air chaud. Il s'agit d'un aérostat, c'est-à-dire un aéronef se sustentant grâce à la poussée d'Archimède.
Ce peut être :
- un ballon libre, qui dérive en subissant la vitesse et la direction du vent, mais peut se diriger en faisant varier son altitude.
- un ballon captif, maintenu par câble.
- un ballon captif mobile terrestre (type ballon d'observation).
- un ballon captif mobile maritime, le ballon est maintenu par un câble à une structure flottante lui permettant de se déplacer sur la mer avec le vent comme énergie propulsive.
- un ballon en grappe.
- un ballon Meusnier, ballon conçu avec des ballonnets d'air, qui servira plus tard au pilotage du gaz des ballons dirigeables[1].

## Histoire

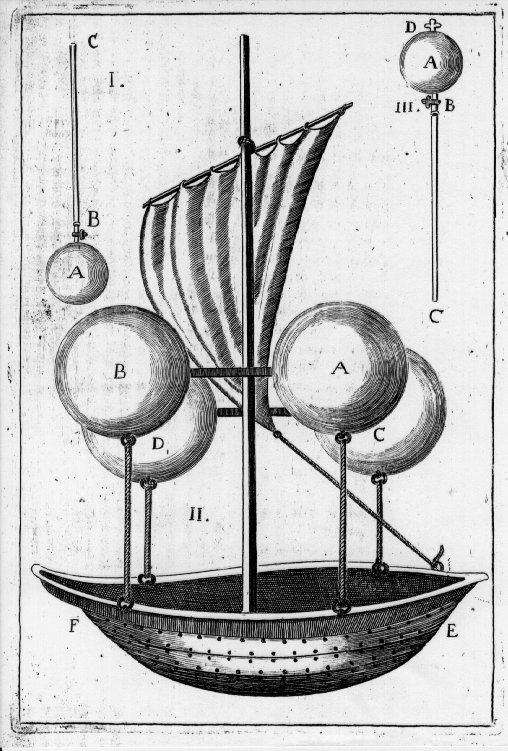
Représentation de l'aéronef imaginé par Lana.

En 1670 Francesco Lana de Terzi, jésuite de Brescia, confiant dans la poussée d'Archimède appliquée à l'air, émit le projet de construction d'un navire à voiles et à rames qui devait voyager dans l'air. Ce navire aérien se composait de quatre sphères creuses de 20 pieds de diamètre et qui devaient être complètement vides d'air. Mais la manière d'y produire le vide était défectueuse et l'exécution à peu près impossible, ils devaient être en cuivre et n'avoir environ qu'un dixième de millimètre d'épaisseur. Dans une situation théoriquement parfaite avec des sphères sans poids, un « ballon à vide » serait 7 % plus léger qu'un ballon rempli d'hydrogène et 16 % plus léger qu'un rempli d'hélium. Toutefois, étant donné que les parois du ballon doivent pouvoir rester rigides sans implosion, le ballon ne peut être construit avec aucun matériau connu. Cela n'était pas passé inaperçu à Leibniz, Hooke et Borelli, en plus de l'impossibilité d'y faire le vide par le procédé indiqué par Lana. Malgré cela, il y a de nos jours encore matière à discussions sur le sujet.
Les idées de ce genre commençaient à se faire jour dès le milieu du XVIIe siècle. On en veut pour preuve un passage du De motu animalium (1680) par Giovanni Alfonso Borelli, médecin et physicien de Naples, qui renseigne que diverses personnes se sont récemment imaginé qu'en imitant la manière dont les poissons se sustentent dans l'eau (selon la poussée d'Archimède avec leur vessie natatoire), on pourrait mettre le corps humain en équilibre avec l'air en employant une grande vessie vide ou remplie d'un air très rare et en la faisant d'une telle ampleur qu'elle pourrait maintenir un homme suspendu dans le fluide aérien. Mais Borelli loin d'adopter ces idées qui assimilaient l'air à l'eau, s'attachait au contraire à les réfuter.
Le 19 avril 1709, un brevet pour une « machine volante » est déposé par Bartolomeu Lourenço de Gusmão et expérimenté à la même époque.

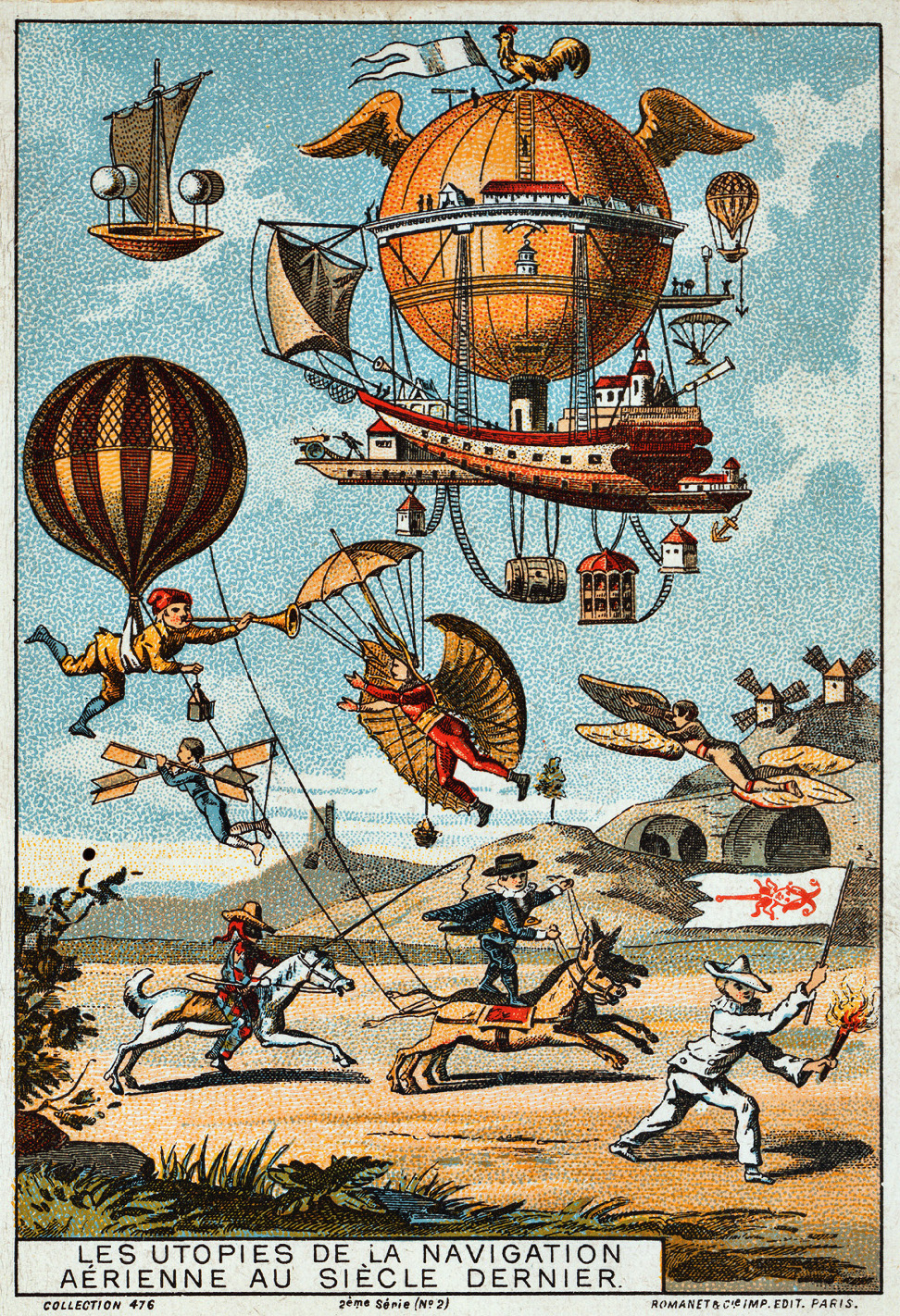
Les utopies de la navigation aérienne au siècle dernier. Vers 1890.

Le 27 août 1783, le physicien Jacques Charles et les frères Robert font voler un ballon sans passager, gonflé à l'hydrogène, sur le Champ de Mars à Paris, la « charlière ». Toutefois le premier vol humain aura lieu à bord du ballon à air chaud des frères Montgolfier le 19 octobre 1783.
Le 1er décembre 1783, Jacques Charles vola au-dessus des jardins des Tuileries à Paris avec l'un des deux frères Robert qui l'avaient aidé à fabriquer le ballon. Ils atterrirent à Nesles-la-Vallée.

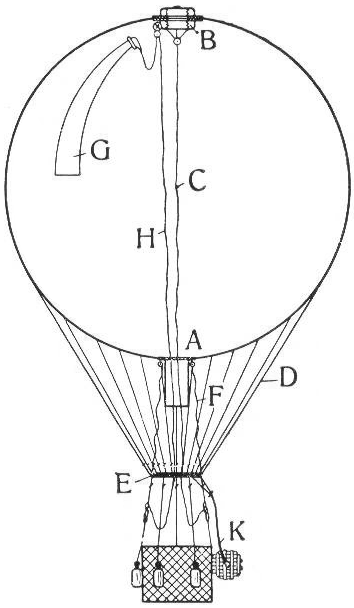
Architecture classique d'un ballon à gaz :
A Orifice et mécanisme de remplissage, B Évent, C Commande d'éventage, D Suspentes nacelle, E Anneau de panier, F Commande du mécanisme de remplissage, G Panneau de déchirure, H Commande de déchirure, K Ligne de traîne (guiderope).

Contrairement à l'invention des frères Montgolfier, très empirique, le ballon à gaz de Charles était fermé et constituait un outil scientifique qui ne devait rien au hasard. Dès le premier vol, le ballon de Charles dispose de tous les instruments utilisés jusqu'à nos jours sur ce type de machine (enveloppe vernie, filet, panier en osier, soupape, lest et ancre). Les améliorations qui lui seront apportées par la suite augmenteront la sécurité, notamment à l'atterrissage : « guiderope » (inventé par l'anglais Green), panneau de déchirure. Il emmenait également différents instruments scientifiques.
Le 7 janvier 1785, Jean-Pierre Blanchard et son ami et mécène américain John Jeffries traversent la Manche de Douvres à Guînes en 2 heures 25 minutes, à bord d’un ballon gonflé à l'hydrogène. Cet exploit eut un retentissement dans toute l’Europe et Blanchard se rendit dans de nombreux pays, jusqu'aux États-Unis, pour effectuer des démonstrations de vol en ballon.
Le 26 juin 1794, la première observation militaire aérienne est effectuée depuis le ballon à hydrogène L'Entreprenant, lors de la bataille de Fleurus.
En 1804, Louis Joseph Gay-Lussac atteint 7 016 mètres.
En 1867, Henri Giffard fait décoller un ballon captif de 5 000 m3 dans le cadre de l'exposition universelle, ballon qui terminera tristement sa carrière dans les lignes prussiennes en 1870. Il récidivera en 1878 avec un géant de 25 000 m3.
Pendant le siège de Paris par l'armée prussienne en 1870/71, des ballons à gaz, appelés à l'époque ballon monté car emportant des passagers, ont assuré les communications dans le sens de Paris vers la province avec parfois quelques passagers souhaitant fuir Paris (un de ces passagers fut Léon Gambetta). Dans le sens province vers Paris, il était impossible de faire le trajet en ballon (trop d'incertitude à cause de la non dirigeabilité des ballons), malgré les tentatives des frères Albert Tissandier (1839-1906) et Gaston Tissandier (1843-1899).
En 1875, le Zénith volera 22 heures 40, avant de tuer lors d'un deuxième vol à 8 600 mètres deux de ses pilotes Théodore Sivel et Joseph Croce-Spinelli.
En 1897, l'expédition polaire de S. A. Andrée tente de survoler le Pôle Nord et se termine en fiasco.
En 1900, des épreuves d'aérostation sont organisées à Paris : les courses de ballons deviennent le sport à la mode et constituent même l' « Événement » des Jeux olympiques d'été de 1900 et plus particulièrement des sports de l'Exposition Universelle de 1900 elle-même. Le comité d'organisation souhaite donner une grande importance à ces épreuves, en souvenir du rôle joué par les ballons lors du siège de Paris en 1871, et construit un immense hangar métallique. Une foule nombreuse se presse à Vincennes à proximité du nouveau vélodrome, le long de l'avenue de Charenton, pour assister aux 15 épreuves organisées du 17 juin au 9 octobre, auxquelles participent 46 ballons pour 156 vols au total. Parmi les faits marquants durant les épreuves, une tempête le 17 juin au soir faillit coûter la vie à plusieurs aéronautes. Le 23 septembre, dans le concours d'altitude sans handicap, Jacques Balsan réussit l'exploit d'atteindre 8 558 mètres d'altitude. Parti le 30 septembre dans la course de distance sans handicap, porté par les vents d'ouest, Henry de La Vaulx se pose en Pologne près de Varsovie. Mais, au terme d'une troisième course de distance, Henry de La Vaulx parvient même à poser son ballon le 10 octobre près de Kiev : il a parcouru en deux jours 1 925 km en ballon.
Marie Marvingt devient la première femme à traverser la Manche le 26 oct 1909 à bord de l'Étoile filante.
Audouin Dollfus réalisera le 22 avril 1959 un vol piloté dans une capsule pressurisée, pour l'étude de la vapeur d'eau de la Lune avec un ballon en grappe. Il atteint l'altitude de 14 000 mètres.

## Technique de construction
En aérostation, le principe de construction est de faire le plus léger possible afin d'offrir le maximum de charge offerte. La charge offerte correspond à la portance du gaz moins la masse à vide de construction.
Régulièrement, les équipes modernisent leur ballon en faisant appel à des matériaux de plus en plus légers tout en conservant les caractéristiques mécaniques pour assurer la sécurité du vol.
Cela a permis aux pilotes de passer de 22 heures de vol en 1906 à plus de 92 heures de vol en 1995 pour un ballon à volume égal (1 000 m3) dont on peut admirer les performances lors de la célèbre et prestigieuse coupe aéronautique Gordon Bennett.

### Construction
Il existe plusieurs types de construction. Le ballon est constitué d'une bulle de tissus étanche, emprisonnée dans un filet, auquel est suspendue une nacelle. Il est possible de réaliser des ballons sans filet, la conception du tissu choisi permettant de repartir les forces nécessaires à la charge du ballon. Les ballons à ralingues  (cordages cousus sur l'enveloppe) sont apparus dans les années 1990.

#### L'assemblage
L'assemblage des laizes (bandes de tissu découpées) se fait soit par couture, soit par collage ou thermocollage selon le choix technique du tissu.

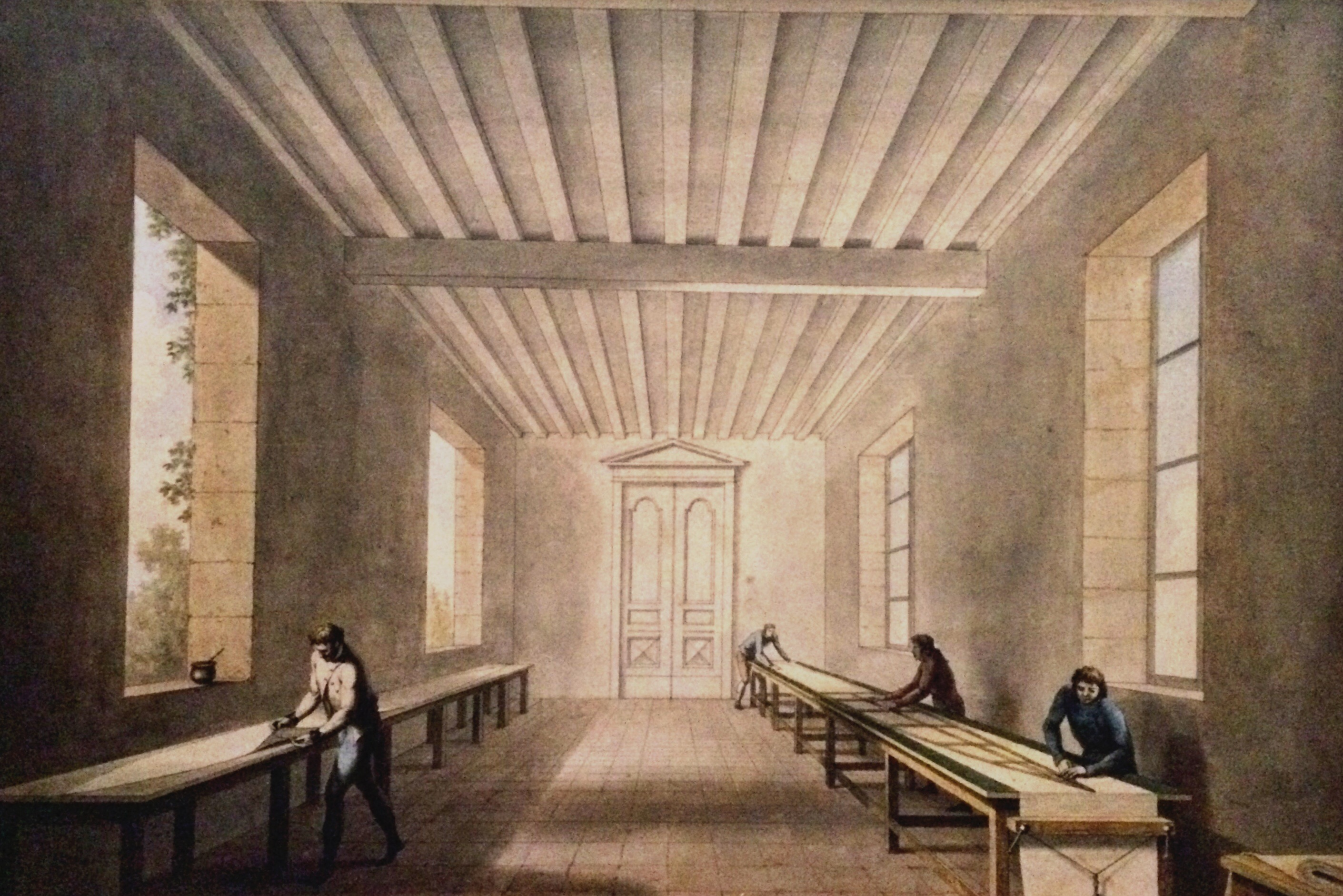
Découpage des toiles pour composer des fuseaux (1/5).
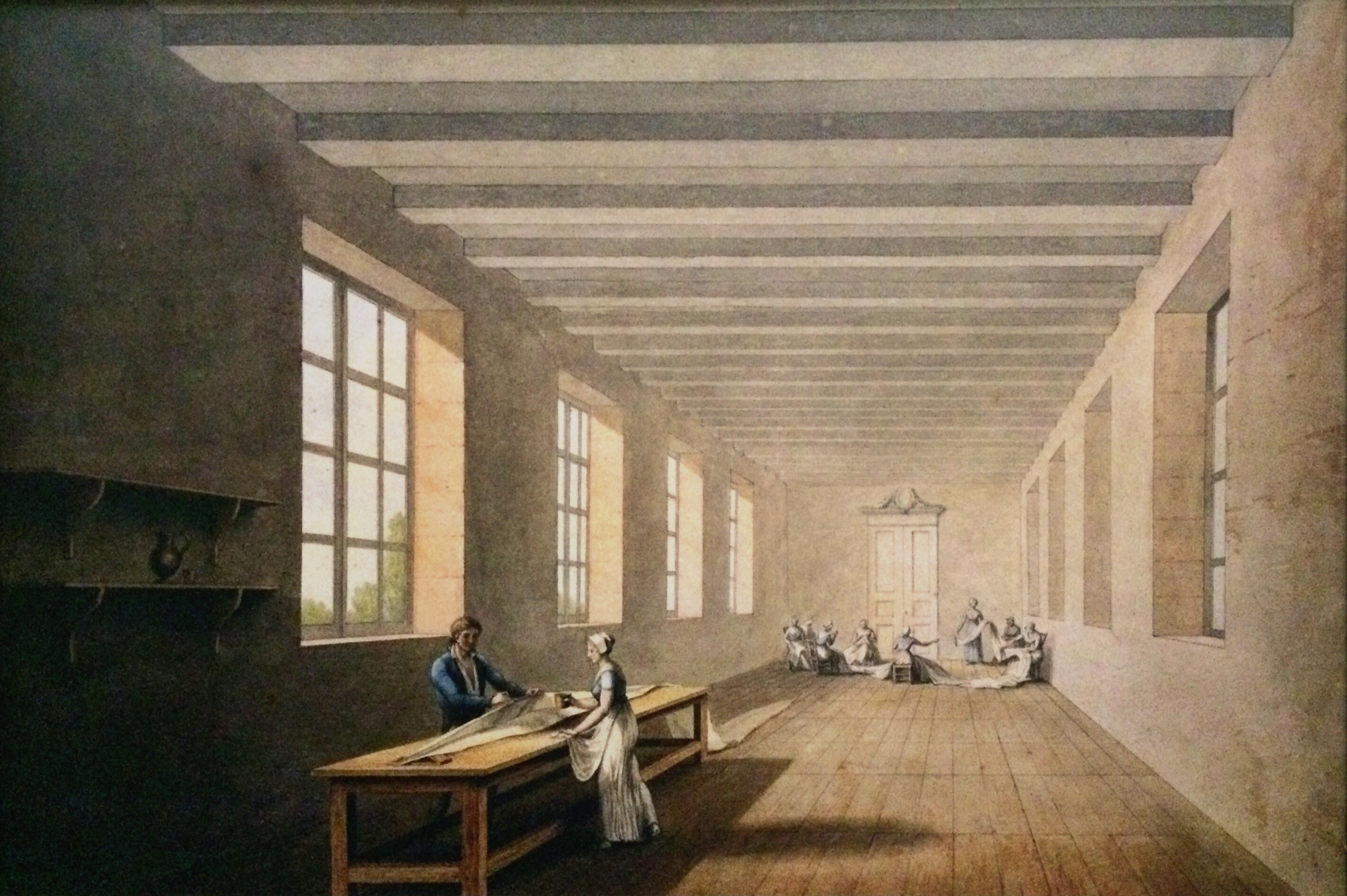
Assemblage des fuseaux (2/5).
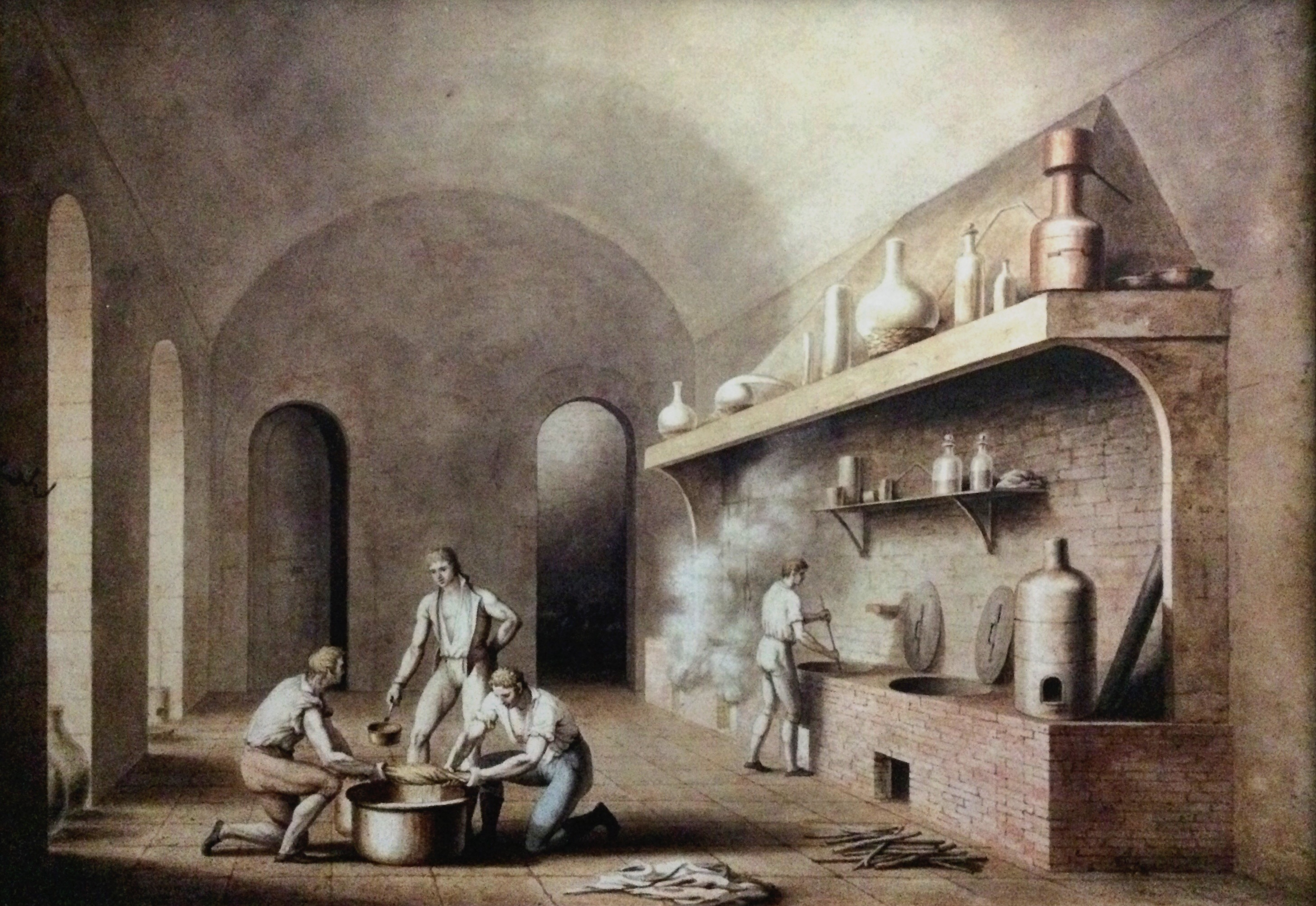
Préparation du vernis (3/5).
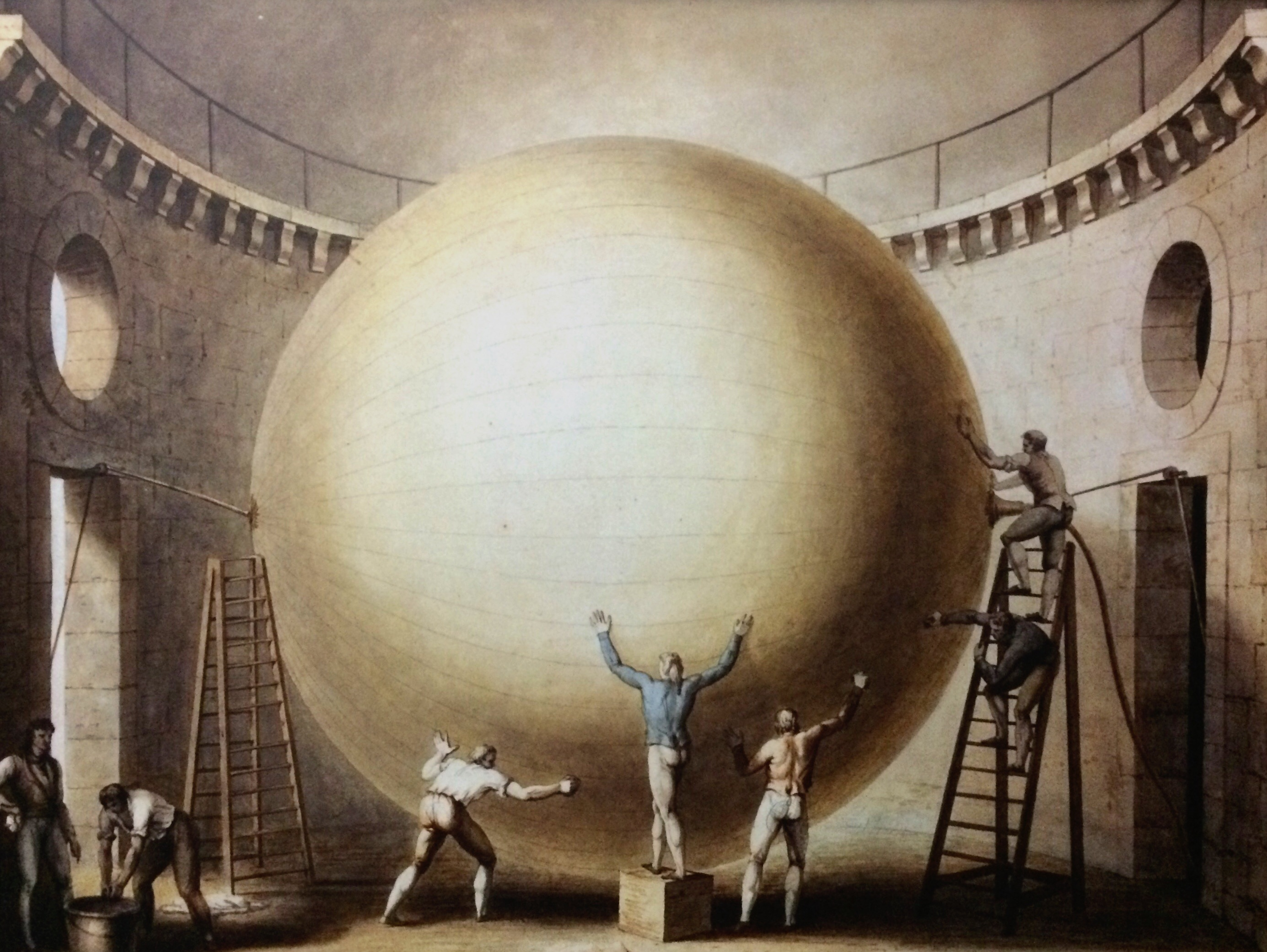
Étalage du vernis et vérification des joints (4/5).
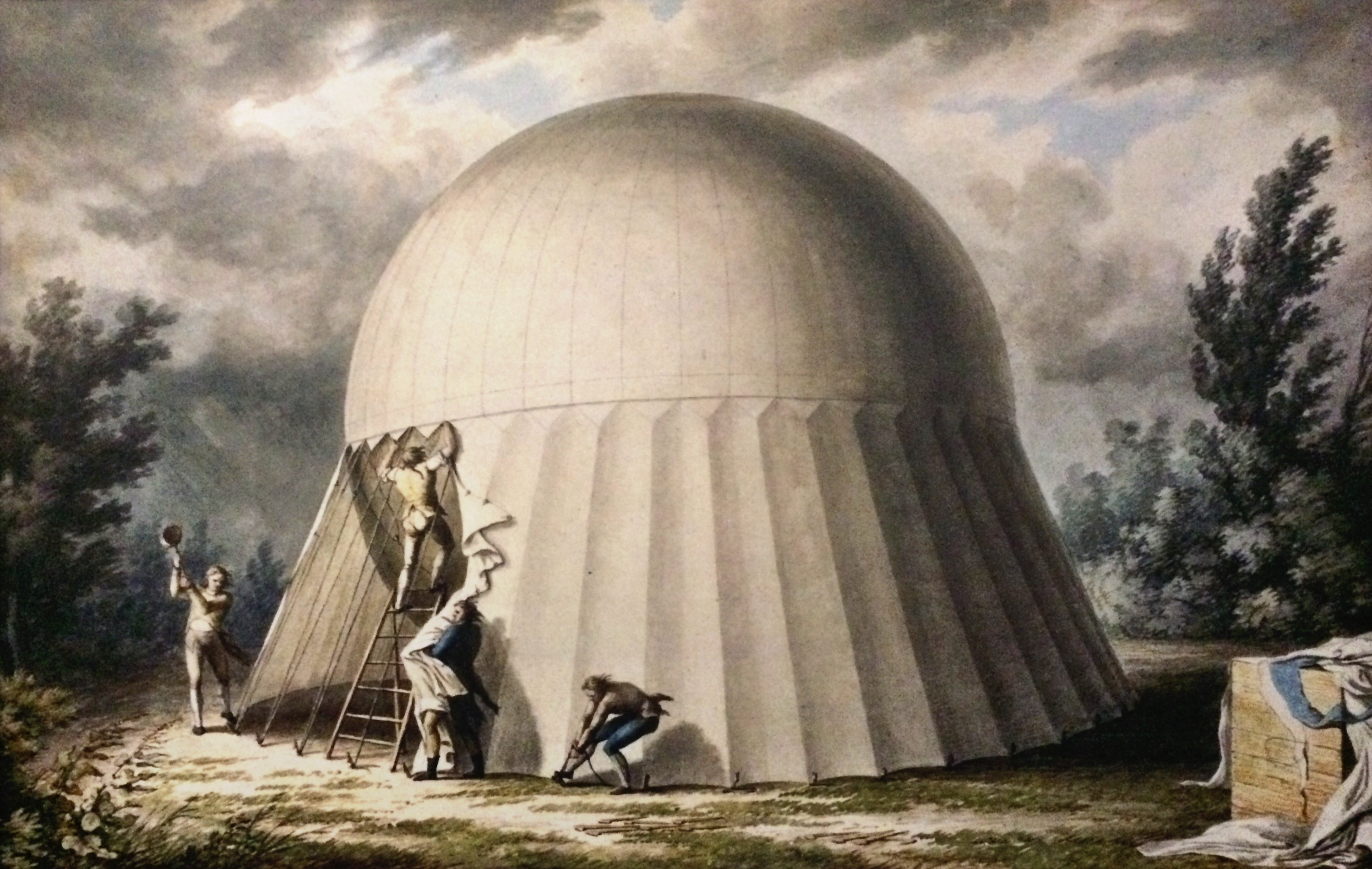
Aérostat au campement sous sa tente de protection (5/5).

#### La nacelle
Historiquement construite en osier, ce matériau naturel est progressivement remplacé par des matériaux composites. Les fibres de carbone pour les parties structurelles comme le cercle de charge, l'aramide pour son aspect non déchirable de plus en plus utilisés pour remplacer les ralingues en acier, les aluminiums. On trouve différents types de tissu qui sont employés pour envelopper la nacelle comme le cordura pour sa résistance à la déchirure.

## Pilotage

### L'apprentissage
Il existe seulement deux instructeurs en France en 2019 pour les ballons à gaz. Le pilote obtiendra une licence de ballon libre BL. Il existe peu de manuels sur la formation du pilote. En France Sébastien Seguineau a rédigé un manuel sur la Théorie pour le ballon à gaz en 2005.

### Principe de vol et de gestion du gaz
L'appendice du ballon est toujours ouvert afin de conserver un volume constant et une pression constante, ainsi il ne peut y avoir de surpression du gaz autre que la surpression du gaz en lui-même dans son contenant (enveloppe).

### Ascension
Pour monter, il faut lâcher du lest, en général du sable, qui est emporté dans ou autour de la nacelle avant le décollage. Néanmoins, les pilotes emportent toujours de l'eau en lest pour assurer un délestage au-dessus des aéroports ou des sites sensibles.

### Navigation
Durant la navigation, le pilote va gérer la météorologie en anticipant sur les ascendances qu'il va pouvoir rencontrer, et les différents paramètres qui vont influer sur son équilibre de vol, comme l'humidité de l'air, la pluie, la température, variation de pression atmosphérique et radiations.

### Atterrissage
Le grappin abandonné, les aéronautes ont cependant conservé la corde en l'allongeant et en l'alourdissant, l'effet obtenu était de créer un maximum de friction du cordage sur le sol : le « guiderope » était né.

## Gaz employés
Les gaz porteurs (Lifting gas (en)) employés seront l'hydrogène, le gaz de houille (mélange d'hydrogène, de méthane, et d'oxyde de carbone) et l'hélium. Le gaz le plus efficace est l'hydrogène, facile à produire, mais terriblement combustible. Le gaz de houille, moins onéreux, est produit en masse dans des usines à gaz, mais lui aussi est fortement combustible.
À l'époque moderne, on sait produire assez facilement de l'hélium, absolument incombustible, mais un peu moins porteur que l'hydrogène et nettement plus cher.
- La masse volumique de l'air est 1,293 g/L au niveau du sol (L'air est composé d'environ 1/5 d'oxygène (masse molaire 32) et de 4/5 d'azote (masse molaire 28), soit une moyenne d'environ 29.)
- La masse volumique du dihydrogène au niveau du sol (masse molaire de 2) est de 0,089 88 g/L, ce qui est 14 fois moins que la masse volumique de l'air.
- La masse volumique du gaz d'éclairage (gaz de "houille" naturel de sulfure d'hydrogène émis des fossiles. Au niveau du sol (masse molaire approximative de 11.2) est approximativement 0,5 g/L, ce qui est 2,6 fois moins que la masse volumique de l'air.
- La masse volumique de l'hélium au niveau du sol (masse molaire de 4) est de 0,178 5 g/L, ce qui est 7 fois moins que la masse volumique de l'air.

### L'hydrogène

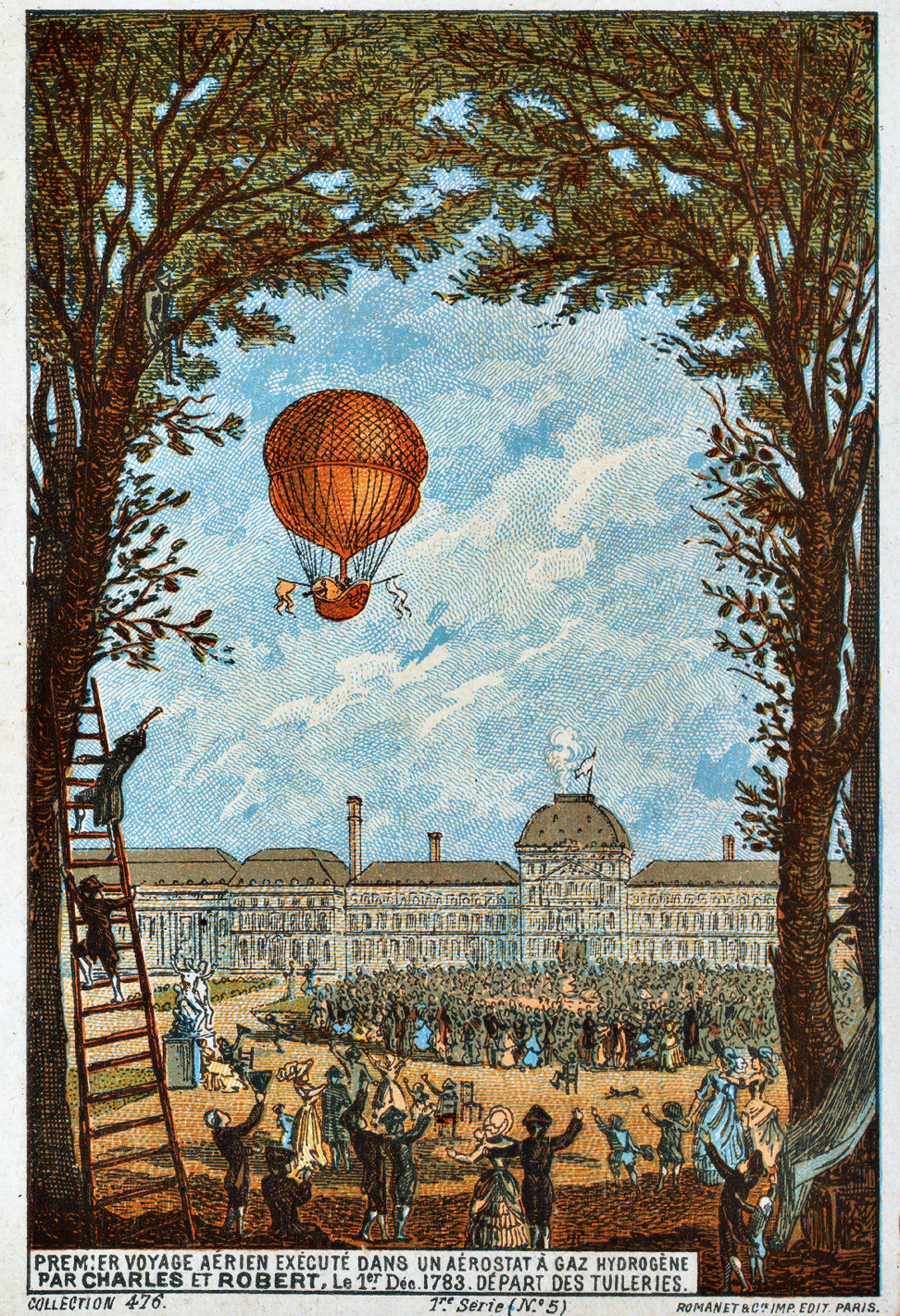
« Premier voyage aérien exécuté dans un aérostat à gaz hydrogène par Charles et Robert.
Le 1er décembre 1783.
Départ des Tuileries. »

En 1783, Jacques Alexandre César Charles fait voler son ballon avec du dihydrogène dont le procédé de production par réaction de l'acide sulfurique sur du fer est connu depuis longtemps mais surtout depuis les expériences de Henry Cavendish aux environs de 1766. L'« air inflammable » comme on l'appelle est nommé hydrogène par Antoine Lavoisier en 1783.
Les propriétés de l'hydrogène peuvent être énoncées au travers de quelques expériences réalisées en 1865 dans les cours de physique : si l'on gonfle des bulles de savon avec de l'hydrogène, ces bulles, au lieu de tomber, s'élèvent rapidement dans l'air et prennent feu quand on en approche un corps enflammé. La grande légèreté de l'hydrogène lui donne la propriété de traverser les petites ouvertures et les membranes avec beaucoup plus de facilité que les autres gaz, puisque les vitesses avec lesquelles deux gaz traversent un faible orifice d'une membrane, sont en raison inverse de la racine carrée de leur densité. Cette propriété endosmotique remarquable se démontre en plaçant un ballon en caoutchouc mince et plein d'air dans une cloche remplie d'hydrogène, le ballon a été entouré de fil qui s'applique sur lui sans le serrer. Au bout d'un jour, le fil disparaît sous les deux hémisphères qui se forment (à la suite de l'augmentation de volume, et souvent le ballon finit par éclater). Ainsi, il a dû entrer dans le ballon 3,5 fois plus d'hydrogène qu'il n'en est sorti d'air, puisque le premier de ces gaz pèse 14 fois moins que le deuxième.
Ainsi en 1865, la grande légèreté de l'hydrogène l'avait fait employer pour gonfler les ballons; mais les propriétés qui sont conséquence de cette légèreté ont fait renoncer à cet emploi parce que l'« endosmose » du gaz se faisait trop rapidement. Aussi le gaz d'éclairage, qui du reste est moins coûteux lui est-il généralement substitué.
Henri Giffard en 1852 utilisera le dihydrogène afin d'optimiser la portance. Il améliorera la technique de production du dihydrogène, et la qualité de l'enveloppe.
L'hydrogène quasi pur est produit par une réaction de gaz à l'eau: de la vapeur d'eau jetée sur des charbons incandescents.
Les ballons dirigeable et autres Zeppelins utiliseront principalement le dihydrogène.
L'hydrogène est combustible. Parmi les catastrophes survenues, la mort de Jean-François Pilâtre de Rozier (son ballon combiné dihydrogène/air chaud a brûlé), celle de Sophie Blanchard, et la catastrophe du Hindenburg.

### Le gaz d'éclairage

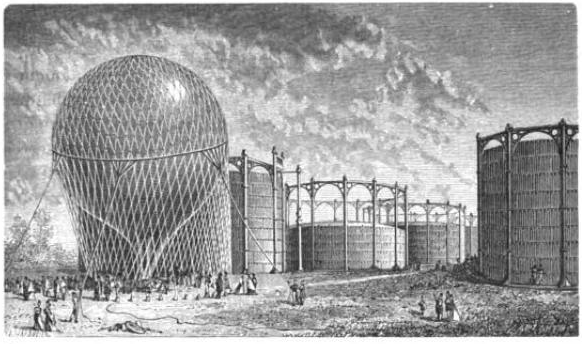
Départ d'un ballon à gaz à l'usine à gaz de la Villette.

Les recherches sur les ballons à gaz ont conduit à la découverte du gaz d'éclairage en 1784. C'est qu'en effet, à cette époque la question des ballons dirigeables et Montgolfier (1783) occupe l'esprit des scientifiques. Le Limbourgeois, Jan Pieter Minckelers (1748-1824), professeur à l’Université de Louvain, expérimente, dans des opérations de distillation (en fait de pyrolyse) dans un canon d'un fusil chauffé dans une forge, les gaz à destinations de l'aéronautique. Louis Engelbert, sixième duc d'Arenberg, et promoteur de la science et l'art, engage un comité chargé d'examiner la question du meilleur gaz à des fins de ballon à gaz. Minckelers qui est de ce comité, après de nombreuses expériences, publie en 1784 un ouvrage intitulé Mémoire sur l'air inflammable tiré de différentes substances.
Le titre de l'ouvrage montre bien que Minckelers a trouvé une meilleure application pour les gaz qu'il expérimente : l'éclairage. Si Minckelers est considéré comme l'un des découvreurs du gaz d'éclairage, il ne donnera pas de suite industrielle à sa découverte, et c'est aux efforts conjugués du français Philippe Lebon, de l'anglais William Murdoch et de l'allemand Frédéric-Albert Winsor que l'on devra l’émergence du gaz d'éclairage (et des gaz manufacturés) aux alentours de 1810. Le gaz d'éclairage ou gaz manufacturé sera essentiellement du gaz de houille contenant du dihydrogène (50 %), du méthane et du monoxyde de carbone.
Le gaz d'éclairage sera utilisé comme gaz dans les ballons à gaz. Son prix raisonnable, ses propriétés osmotiques plus intéressantes le feront longtemps préférer à l'hydrogène.

### L'hélium

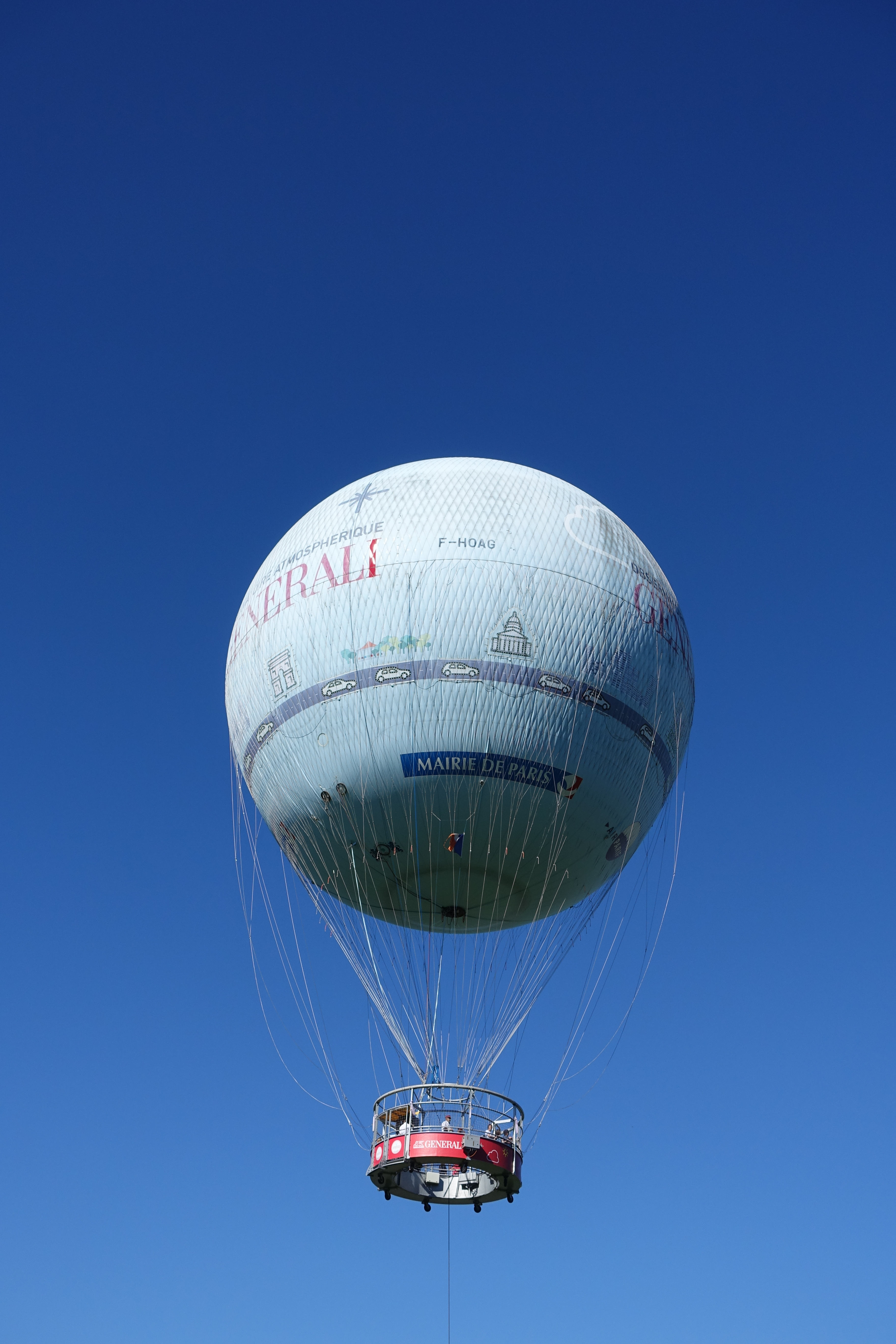
Ballon captif, gonflé à l'hélium.

Bien que l'hydrogène (de densité 0,069 par rapport à l'air) ait une force portante approximativement 7 % supérieure à celle de l'hélium (de densité 0,139), celui-ci a l'avantage d'être incombustible (et même ignifuge).
Suivant la suggestion de Sir Richard Threlfall, la marine des États-Unis subventionne trois petites usines expérimentales de production d'hélium pendant la Première Guerre mondiale. Le but est d'approvisionner les ballons captifs de barrage avec ce gaz ininflammable et plus léger que l'air. Un total de 5 700 m3 d'hélium à 92 % est produit par ce programme, malgré le fait que précédemment, moins de 100 L aient été produits au total. Une partie de ce gaz est utilisée pour le premier dirigeable gonflé à l'hélium dans le monde, le C-7 de la marine américaine, inauguré pour son premier voyage de Hampton Roads en Virginie au terrain de Bolling à Washington le 1er décembre 1921.
Bien que le procédé d'extraction par liquéfaction du gaz à basse température ne soit pas mis au point assez tôt pour jouer un rôle significatif pendant la Première Guerre mondiale, la production se poursuivra. L'hélium est utilisé en premier lieu pour gonfler les aérostats.
L'exploration de l'atmosphère, notamment pour la météorologie s'effectue avec des ballons-sondes la plupart du temps gonflés à l'hélium.

## Utilisations
Les ballons à gaz sont utilisés en météorologie pour explorer la stratosphère.
Pour explorer la haute atmosphère, on parle alors de ballon stratosphérique. Dans ce domaine ils concurrencent les satellites pour des missions d'observation militaire.
Les ballons captif à gaz sont aussi utilisés dans le domaine de la défense et de l'observation.

## Manifestations aéronautiques
La Gordon Bennett rassemble plusieurs ballons autour d'une course qui a pour objectif de parcourir la plus longue distance.
Lors de la Balloon Fiesta à Albuquerque aux États-Unis, l'une des deux plus grandes manifestations de ballon dans le monde, une course de ballon à gaz est organisée.

## Records
Un vol en ballon à gaz peut durer plusieurs jours, ainsi le 17 août 1978, le ballon à gaz Double Eagle II, piloté par les Américains Anderson, Abruzzo et Newman, a réalisé la première traversée de l'Atlantique en ballon en se posant à Miserey (Eure) en France après un vol de 5 022 km effectué en 5 jours, 17 heures, 5 minutes et 50 secondes.
Altitude :
- 8 600 m, en 1875, par le Zénith, piloté par Joseph Croce-Spinelli et Gaston Tissandier[9].
- 18 000 m, le 15 août 1932, par le ballon à hydrogène FNRS 1 équipé d'une cabine pressurisée. Ce ballon fut conçu et piloté par le Suisse Auguste Piccard travaillant alors en Belgique.
- 34 668 m, le 4 mai 1961 par les Américains Malcolm Ross et Vic Prather.
- 53 000 m, le 23 mai 2002 par le ballon inhabité BU60-1 d'un volume de 60 000 m3 et parti de Sanriku, Préfecture d'Iwate, Japon[22].

## Dans la culture populaire

### Films
- Cinq Semaines en ballon (1962)
- Le Vol de l'aigle (1982)
- The Aeronauts (2019)

### Livres
- Cinq semaines en ballon de Jules Verne

### Articles connexes

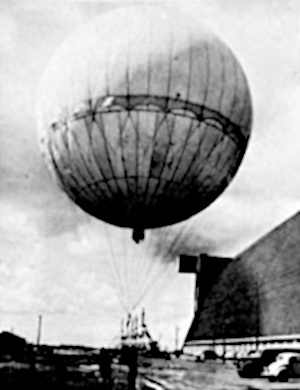
Fūsen bakudan, découvert et photographié par la US Navy.